# Väsby IK (piłka nożna)
Väsby IK – szwedzki klub piłkarski, mający siedzibę w mieście Upplands Väsby w środkowej części kraju.

## Historia
Chronologia nazw:
- 1924: Väsby IK
- 2005: klub rozformowano - po fuzji z FC Café Opera
- 2013: Väsby IK FK

Piłkarski klub Väsby IK został założony w północno-zachodniej części Sztokholmu, gminie Upplands Väsby, w 1924 roku. Do lat 60.XX wieku zespół występował w niższych ligach, a potem startował w Division 3 Östra Svealand. W 1987 zajął pierwsze miejsce w Division 2 Mellersta i awansował do Division 1 Norra. W 1992 po reorganizacji systemu lig klub Division 1 zmienił nazwę na Division 2. Chociaż klub zajął czwarte miejsce w Division 2 Höstserier Kvalettan Norra został zdegradowany do Division 2. W 1993 po zajęciu drugiego miejsca w grupie Östra Svealand walczył w play-offs, ale dopiero w następnym 1994 po zwycięstwie w Division 2 Östra Svealand powrócił do Division 1 Norra. Powrót był nieudanym - 13.pozycja i w 1995 zespół znów startował w Division 2 Östra Svealand. Do 2004 klub kilka razy kwalifikował się do rundy play-offs (1998, 1999, 2002, 2003) - jednak bez sukcesu. W sezonie 2004 klub znów był pierwszy w grupie Division 2 Östra Svealand i w rundzie play-off wywalczył promocję do drugiej ligi.
Na początku 2005 klub połączył się z drugoligowym FC Café Opera. Zjednoczony klub startował w Superettan, ale przyjął nazwę FC Väsby United.
23 sierpnia 2012 roku odbyła się fuzja z farm klubem Athletic FC utworzonym w 2007, który w końcu 2011 otrzymał promocję do Division 3 (D5). Tak jak Väsby United miał problemy finansowe, Prezesem został kierownik Athletic, nowy klub otrzymał nazwę Athletic FC United, wziął logo Athletic i przeniósł się do dzielnicy Solna na stadion farm klubu, zwanym Skytteholms IP.
W 2013 klub z Väsby postanowił rozpocząć osobno występy od Athleticu i jako Väsby IK FK startował w Division 7 Stockholm.

## Sukcesy

### Trofea międzynarodowe
Nie uczestniczył w rozgrywkach europejskich (stan na 31-05-2016).

### Trofea krajowe
| \| \| Zdobyte trofea w rozgrywkach Szwecji (stan na: 31-03-2017) \| |                                                            |      |                                   |
| Rozgrywki                                                           | Osiągnięcie                                                | Razy | Sezon(y)                          |
| Mistrzostwo                                                         | I miejsce                                                  | 0    |                                   |
| Mistrzostwo                                                         | II miejsce                                                 | 0    |                                   |
| Mistrzostwo                                                         | III miejsce                                                | 0    |                                   |
| Puchar                                                              | zdobywca                                                   | 0    |                                   |
| Puchar                                                              | finalista                                                  | 0    |                                   |
| II liga                                                             | I miejsce                                                  | 0    |                                   |
| II liga                                                             | II miejsce                                                 | 1    | 2016                              |
| II liga                                                             | III miejsce                                                | 0    |                                   |
| II liga                                                             | 4.miejsce                                                  | 1    | 1992 (Höstserier Kvalettan Norra) |
| Szwecja                                                             | Zdobyte trofea w rozgrywkach Szwecji (stan na: 31-03-2017) |      |                                   |

- Division 2 Östra Svealand (III Liga):
  - mistrz (6x): 1987, 1994, 1999, 2002, 2003, 2004
  - wicemistrz (2x): 1993, 1998

## Stadion
Klub rozgrywa swoje mecze domowe na stadionie Vilundavallen w Upplands Väsby, który może pomieścić 3 600 widzów.